# Memoriał Walerego Łobanowskiego 2010
Międzynarodowy Memoriał Walerego Łobanowskiego 2010 – VIII edycja międzynarodowego Memoriału Walerego Łobanowskiego, rozgrywanego w Kijowie od 10 do 11 sierpnia 2010 roku. W turnieju uczestniczyły drużyny młodzieżowe U-20.

## Uczestnicy i regulamin
W turnieju wzięło udział cztery zespoły:
- Ukraina U-20 (gospodarz)
- Iran U-20
- Rosja U-20
- Turcja U-20

W turnieju rozegrano w sumie cztery mecze. Impreza rozpoczęła się od losowania, które wyłoniło pary półfinałowe. Spotkania odbyły się 10 sierpnia. Triumfatorzy tych spotkań zmierzyli się ze sobą 11 sierpnia w finale, a pokonani zagrali mecz o 3. miejsce w turnieju.

## Mecze

### Półfinały
| 10 sierpnia 2010 18:00 | Ukraina U-20 · Wołodymyr Hudyma 36' · Andrij Bohdanow 56' | 2:4(1:3)Raport | Iran U-20 · 12' Sadeghian Sharafabad · 26' Kavim · 31' Alishan · 67' Gahribi | Stadion Boreks, Borodzianka |
|                        |                                                           |                |                                                                              |                             |

| 10 sierpnia 2010 18:00 | Rosja U-20 · Artiom Kulesza 52' | 1:0(0:0)Raport | Turcja U-20 | Stadion NTK Bannikowa, Kijów |
|                        |                                 |                |             |                              |

### Mecz o 3 miejsce
| 11 sierpnia 2010 18:00 | Ukraina U-20 · Andrij Bohdanow 45+1' · Wasyl Pryjma 48' (k) | 2:1(1:1)Raport | Turcja U-20 · 26' (sam) Temur Parcwanija | Stadion Boreks, Borodzianka |
|                        |                                                             |                |                                          |                             |

### Finał
| 11 sierpnia 2010 19:00 | Rosja U-20 · Taras Burłak 39' · Muchammad Sułtonow 89' | 2:1(1:1)Raport | Iran U-20 · 22' ? | Stadion Dynamo Łobanowskiego, Kijów |
|                        |                                                        |                |                   |                                     |

## Królowie strzelców

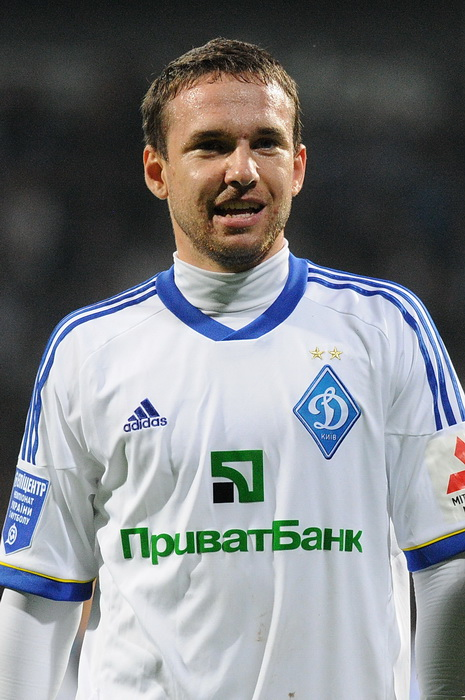
Andrij Bohdanow

2 gole
- Andrij Bohdanow

1 gol
- Alishan
- Gahribi
- Kavim
- Sadeghian Sharafabad
- Taras Burłak
- Artiom Kulesza
- Muchammad Sułtonow
- Wołodymyr Hudyma
- Wasyl Pryjma

1 gol samobójczy
- Temur Parcwanija

| Zwycięzca Memoriału Walerego Łobanowskiego 2010 |
| ----------------------------------------------- |
| Rosja U-20 1. tytuł                             |